# Маєнн (департамент)
Має́нн (фр. Mayenne) — департамент на заході Франції, один з департаментів регіону Пеї-де-ла-Луар. Порядковий номер 53.
Адміністративний центр — Лаваль.
Населення 285,3 тис. чоловік (77-е місце серед департаментів, дані 1999 р.).

## Географія
Площа території 5175 км². Через департамент протікає річка Маєнн. Департамент включає 3 округи, 32 кантони і 261 комуну.
Департамент включає 3 округи, 32 кантони і 432 комуни.

## Історія
Маєнн — один з перших 83 департаментів, утворених під час Великої французької революції в березні 1790 р. Виник на території колишньої провінції Мен. Назва походить від річки Маєнн.